# BFC (Bussum)
BFC voluit Bussumse Footballclub B.F.C. is een Nederlandse amateurvoetbalclub uit Bussum. De club werd op 1 mei 1920 opgericht als Door Vrienden Verenigd, maar in oktober van datzelfde jaar werd de naam al veranderd naar BFC.

## Geschiedenis
In 1917 ontstond de voetbalclub Door Vrienden Verenigd (DVV). De club speelde wedstrijden op zanderige en stoffige achterafveldjes tegen lokale tegenstanders. De resultaten vielen echter allesbehalve tegen, en het idee om zich bij de bond aan te sluiten, groeide alsmaar. Drie jaar later, op 1 mei 1920 werd de club officieel opgericht en kon zij zich aansluiten bij de NVB, de latere KNVB. Er werd voor de naam Bussumsche Football Club gekozen, maar omdat men nog op toestemming van de bond moest wachten, speelde de club tot oktober 1920 nog onder de naam DVV verder. De eerste wedstrijd werd onder de naam DVV op 19 september 1920 tegen Donar 2 in de 3e klasse UPVB gespeeld. Het duel eindigde in een 2-0-overwinning voor de Bussumers. Het seizoen liep verder zeer voortvarend en DVV - inmiddels BFC - werd verrassend en afgetekend kampioen in de 3e klasse UPVB. 
Toen de club in 1950 haar 30-jarig bestaan vierde, werd het zwart-witte tenue verruild voor het blauw-wit-rood dat de club nu draagt. 
In 2020 bereikte de club haar 100-jarige bestaan. De feestelijkheden moesten helaas worden afgeblazen door de uitbraak van de Corona Pandemie. Dit virus zorgde er tevens voor dat seizoen 2019-2020 niet kon worden uitgespeeld. Dit was sinds de tweede wereldoorlog niet meer gebeurd. Ook het daaropvolgende seizoen moest om diezelfde reden vroegtijdig worden afgebroken.
Op 11 september 2021 ontving de club alsnog de Koninklijke Erepenning van Commissaris van de Koning Van Dijk. De maanden september en oktober stonden in het teken van verlate feestelijkheden rondom het 100-jarige bestaan.

## Sportpark Meerweg

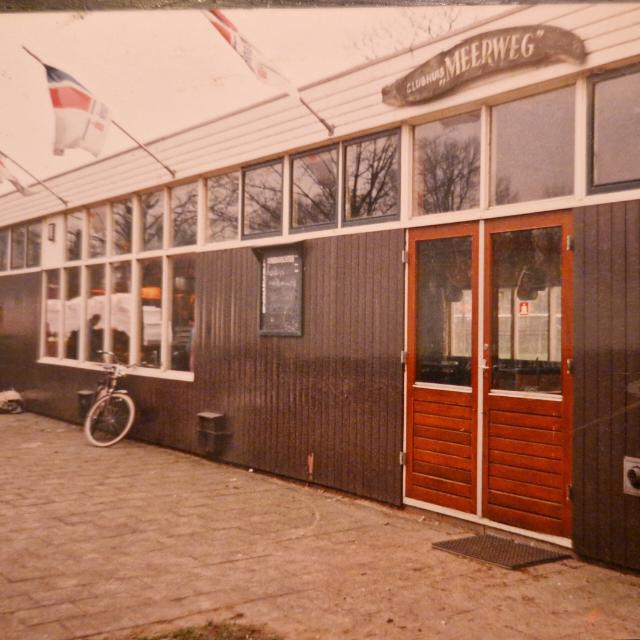
Noodkantine BFC (1972-1989)

Bij oprichting beschikte BFC nog niet over een eigen accommodatie. Op de heide tussen de watertoren en de begraafplaats ontstond het eerste officiële voetbalveld. Het Hilversumse EMM had er al enkele wedstrijden gespeeld, maar er moest nog hard gewerkt worden om het veld speelklaar te maken voor de eerste wedstrijden.
In 1923 werd het huidige sportpark aan de Meerweg betrokken, samen met voetbalvereniging AW (BSV_Allen_Weerbaar). In 1944 werd ook de Bussumse Handbalclub (BHC) bespeler van het sportpark.
Op 15 januari 1972 werd door een felle brand het gehele clubhuis in de as gelegd. De ergste klap was ongetwijfeld het verloren gaan van de vele trofeeën die de club in haar 52-jarige bestaan had vergaard. Op Hemelvaartsdag 11 mei 1972 kon een herbouwd houten clubhuis officieus in gebruik worden genomen.
In 1975 verliet BHC Sportpark Meerweg, en in 1986 vertrok AW naar de Sportvallei. Hierdoor werd BFC de enige bespeler van het sportpark.
Op vrijdag 26 augustus 1989 vond de officiële opening van het nieuwe en huidige clubgebouw plaats. Anno 2024 zijn er plannen om een geheel nieuw clubhuis te realiseren daar de huidige accommodatie te klein is geworden.

## BFC Nu
BFC is een vereniging waar amateurvoetbal op prestatief én recreatief niveau kan worden beoefend, en is met bijna 2000 leden een van de grotere clubs in het Gooi. Thuisbasis Sportpark Meerweg beschikt over vier kunstgrasvelden. 
De huidige voorzitter van BFC is, sinds februari 2020, Arne Geensen.
Het eerste elftal komt vanaf het seizoen 2023/24 uit in de Eerste klasse zaterdag. Voorheen speelde het vlaggenschip haar wedstrijden op zondag. Sinds de overstap naar de zaterdag in het seizoen 2016/2017 promoveerde BFC drie maal. De selectie, die hoofdzakelijk uit zelf opgeleide spelers bestaat, wordt momenteel getraind door het duo Roy Versluis en Guus Uhlenbeek. 
Sinds 2013 heeft BFC een samenwerkingsverband op technisch gebied met AFC Ajax Amsterdam, en behoort BFC sinds 2016 tot de zgn. 'Ster-partners'.
Sinds 2017 is de jeugdopleiding van BFC door de KNVB gecertificeerd als Regionale Jeugd Opleiding ('RJO'), een selecte kwalificatie die de kwaliteit van BFC's jeugdopleiding en voetbalorganisatie onderschrijft. Deze status werd zowel in 2020 als in 2023 voor 3 jaar verlengd. Sinds 2018 spelen alle selectieteams in BFC's Bovenbouw (vanaf JO13-1) op (landelijk) divisie niveau. In het seizoen 2023-2024 staat BFC op de gedeelde 17e plek van de Top 200 Jeugdvoetbal opleidingen die wordt gepubliceerd in vakblad 'De Voetbaltrainer'.
Sinds 2017 organiseert BFC jaarlijks de Talent Cup. Deze bestaat inmiddels uit 11 toernooien in juni en juli, en dient als voorbereiding op het nieuwe seizoen. Aan deze toernooien nemen doorgaans ook veel jeugdteams van BVO's deel.

## Competitieresultaten 2016–heden (zaterdag)

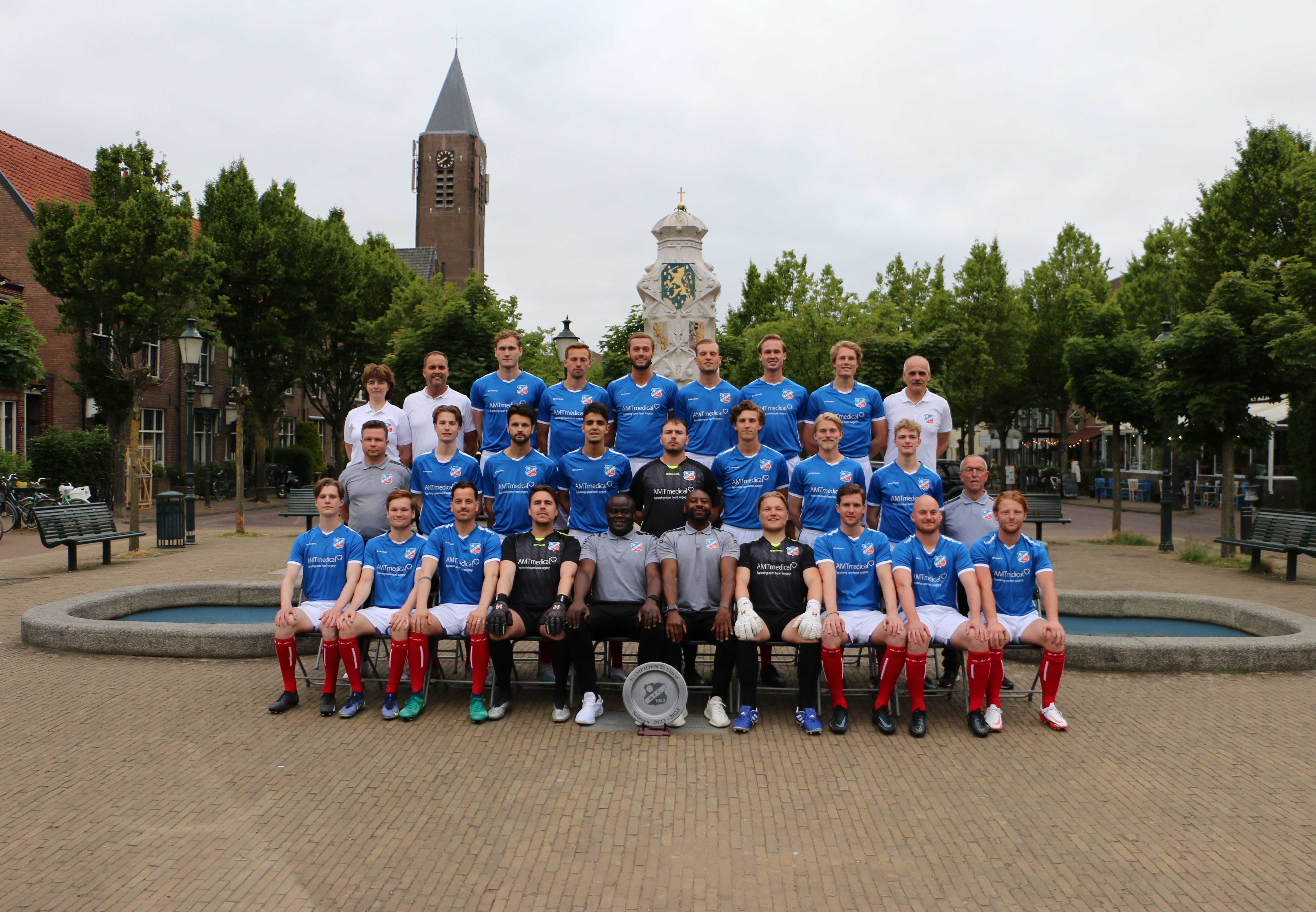
BFC1 Kampioen 2022-2023

| 2 4E |

| 2 3C |

| 4 2B |

| -- 2B |

| -- 2B |

| 2 2B |

| 1 2B |

| 5 1B |

| 8 1F |

| 1F |

| Eerste klasse | Tweede klasse |
| Derde klasse  | Vierde klasse |

## Competitieresultaten 1925–2016 (zondag)
| 1 4A |

| 4 3D |

| 1 3D |

| 8 2B |

| 9 2B |

| 5 2B |

| 10 2B |

| 8 2B |

| 9 2B |

| 7 2B |

| 6 2A |

| 7 2B |

| 5 2B |

| 10 2B |

| 3 3D |

| 2 P |

| 4 3D |

| 2 3E |

| 3 3E |

| 2 3E |

|  |

| 1 3F |

| 6 3E |

| 8 3E |

| 8 3E |

| 9 3E |

| 12 3D |

| 6 4G |

| 9 4G |

| 11 4G |

| 8 4F |

| 4 4G |

| 9 4G |

| 2 4F |

| 8 4F |

| 4 4F |

| 4 4F |

| 1 4F |

| 4 4F |

| 8 4F |

| 5 4F |

| 11 4F |

| 9 4E |

| 6 4F |

| 7 4G |

| 8 4F |

| 1 4G |

| 9 3D |

| 2 3D |

| 2 3D |

|  |

| 6 2B |

| 11 2B |

| 9 3C |

| 12 3C |

| 7 4G |

| 4 4G |

| 10 4G |

| 12 4G |

|  |

|  |

|  |

|  |

|  |

|  |

|  |

|  |

|  |

|  |

|  |

|  |

| 11 4G |

| 9 4G |

| 7 4G |

| 10 4G |

| 8 4G |

| 9 4G |

| 1 4G |

| 8 3D |

| 12 3C |

| 9 4G |

| 12 4H |

| 2 5G |

| 4 5G |

| 1 5H |

| 3 4H |

| 6 4E |

| 3 4F |

| 1 4F |

| 6 3D |

| 13 3D |

| 5 4G |

| Tweede klasse | Derde klasse | Vierde klasse | Vijfde klasse | Noodcompetitie |

In elke staaf van de grafiek staat van boven naar beneden vermeld: 
- Eindnotering

Dit is de positie die de club heeft bereikt in de competitie, zonder eventuele beslissings-, play-off- of nacompetitiewedstrijden die nodig zijn geweest om bijvoorbeeld de kampioen van de competitie te bepalen.
Indien een * achter het getal staat is de notering een tussenstand en kan het zijn dat de notering niet overeenkomt met de uiteindelijke eindstand van de competitie.
Staat er een - dan is het seizoen nog bezig en is er geen definitieve uitslag bekend.
Staat er xx op de positie van de notering, dan heeft de club vroegtijdig de competitie verlaten. Dit kan onder andere komen door terugtrekking van het team, faillissement van de club of door een uitgedeelde straf van de KNVB. In veel gevallen staat elders in het artikel de reden vermeld.
Staat er een ? dan is het resultaat uit het verleden onbekend, en is alleen de competitie of het niveau bekend van dat seizoen.
In de seizoenen 2019/20 en 2020/21 werd wegens de coronacrisis het amateurvoetbal afgebroken. Daardoor kennen deze staven geen eindklassering (middels -- weergegeven).
- Competitieniveau en afdelingsletter of Officiële eindstand Eredivisie
  - Competitieniveau en afdelingsletter

Hierbij geeft het getal het niveau weer, dat ook terug te vinden is in de legenda. De letter is de afdelingsaanduiding en wordt gebruikt wanneer er meer afdelingen zijn op hetzelfde niveau. De afdelingsletter is altijd een hoofdletter en wordt meestal zonder nummer gebruikt.
Voorbeeld: 2F is niveau 2e klasse competitie F.
Het competitieniveau en nummer wordt niet vermeld wanneer er slechts één competitie van dit niveau was.
  - Officiële eindstand Eredivisie (getal staat tussen haakjes vermeld)

Sinds de introductie van play-offwedstrijden voor Europees voetbal na afloop van de reguliere competitie in 2005/06, is de KNVB verplicht een eindstand van de Eredivisie door te geven aan de UEFA aan de hand van deze play-offwedstrijden.
Bij deze eindstand staan clubs die zich hebben gekwalificeerd voor Europees voetbal hoger dan clubs die zich niet wisten te kwalificeren. Indien er geen verschil was tussen de eindnotering en de officiële eindstand, staat dit getal niet vermeld.

- Onderafdeling

Hier staat afgekort de naam van de onderafdeling indien de club in dat jaar in een onderafdeling uitkwam. Tevens staat deze afkorting in de legenda en wordt gelinkt naar het artikel over deze onderafdeling. Deze afkorting wordt alleen vermeld wanneer de club in het verleden in verschillende onderafdelingen heeft gespeeld. Deze vermelding is in de staaf altijd in kleine letters. Deze onderafdelingen zijn na het seizoen 1995/96 afgeschaft. Heeft de club in slechts één onderafdeling gespeeld, dan is dit alleen terug te vinden in de legenda.
Onder de staaf staat het jaartal vermeld waarin het seizoen is afgesloten. 15 verwijst naar het seizoen 2014/15 of eventueel het seizoen 1914/15.
Wanneer een staaf leeg is, zijn deze gegevens niet bekend. Het kan ook zijn dat de club dat seizoen niet heeft meegespeeld op het hogere amateurniveau, vroegtijdig de competitie heeft verlaten of uit de competitie is gezet.

In het seizoen 1944/45 was er wegens de Tweede Wereldoorlog geen regulier competitievoetbal.

## Bekende en prominente BFC-ers

### Prominente voorzitters
Sinds de oprichting hebben velen als voorzitter leiding gegeven aan de groei en bloei van de vereniging, waarvan enkelen gedurende vele jaren, onder andere :
- Martinus de Ronde (1946-1952)
- Frans Bresser (1955-1965)
- John Boeljon (1965-1974, 1977-1979)
- Henk Bunschoten (1984-1991)
- Jan Kippersluis (1996-2002)

### Huidige Ereleden
- René de Bruin
- Ton Flierman
- Marjo de Gooijer
- Roel Kruijer
- Piet Mulder
- Martin Oosterdijk
- Richard Spermon
- Oscar van Veen

### Prominente oud-eerste elftal spelers
- Cees Boerhout
- John de Hollander
- Dico Knevel
- Joop van der Kruis
- Frank Landkoer
- Jan Penneweert
- Hugo Riksen
- Ben van Rossum
- Henk Sibbing
- Gerrit Sibbing
- Cees Spermon
- Mark van Tol
- Anton Twisker
- Han Westerink
- Dirk Windhoud

### BFC-ers in het betaalde voetbal
- Justine Brandau
- Ryan Flamingo
- Marco Holster
- Ronald Koeman jr.
- Michael van der Kruis
- Niekie Pellens
- Jan Penneweert
- Kevin Rijnvis
- Jeroen Verhoeven